# 7,35 × 51 мм Каркано
7,35×51 мм Каркано — итальянский винтовочный патрон.
После изучения отчётов о неудовлетворительном результате боевого применения патрона 6,5×52 мм Манлихер-Каркано во время боевых операций в Северной Африке и Второй итало-эфиопской войны, итальянцы представили в 1938 году новую винтовку Modello 1938 вместе с новым патроном 7,35×51 мм. Новый боеприпас был создан на основе старого, путём увеличения калибра и создания новой пули, по типу британского .303 Mk VII, с наконечником наполненным алюминием, благодаря чему пуля теряла стабильность при попадании в мягкие ткани. Несмотря на преимущества нового патрона, различные проблемы с винтовками под него не позволили полностью заменить прежний 6,5-мм патрон.